# Барыков, Геннадий Иванович
Генна́дий Ива́нович Бары́ков (3 сентября 1921, Базарный Сызган, Симбирская губерния — 29 июля 1988, Москва) — участник Великой Отечественной и советско-японской войн. В годы Великой Отечественной — командир орудия батареи 76-мм пушек 753-го Минского Краснознамённого ордена Суворова 3-й степени стрелкового полка 192-й Оршанской Краснознамённой стрелковой дивизии 113-го Тильзитского Краснознамённого стрелкового корпуса 39-й армии 3-го Белорусского фронта, старший сержант.
Герой Советского Союза (29.06.1945), лейтенант запаса с 1947 года.

## Биография
Родился 3 сентября 1921 года в селе Базарный Сызган в семье крестьянина. Русский. Окончил среднюю школу в посёлке Барыш (с 1954 года — город). Учился в Рыбинском авиационном институте.
В марте 1940 года был призван в Красную армию Ждановским райвоенкоматом города Москвы. Служил в железнодорожных войсках, участвовал в строительстве моста через Днепр. Участник похода советских войск в Бессарабию в июне-июле 1940 года.
В Великой Отечественной войне воевал с первых дней, сначала на Южном фронте, с июля 1941 года — в стрелковой части на Центральном фронте, стал бронебойщиком. В ноябре того же года в боях под городом Ельцом старший сержант Барыков из противотанкового ружья поджёг танк противника. С мая 1943 года воевал на Западном и 3-м Белорусском фронтах. Имел три ранения. Член ВКП(б) с 1943 года.
Фронтовые дороги привели сержанта Барыкова в артиллерию. В боях за Восточную Пруссию он командовал расчётом 76-мм орудия. Особо отличился при штурме города-крепости Кёнигсберга (ныне — Калининград) весной 1945 года.
6 апреля 1945 года во время атаки обороны гитлеровцев в районе Варгена расчёт старшего сержанта Барыкова, действуя в цепи наступающих пехотинцев, выкатил орудие на прямую наводку и прицельными выстрелами уничтожил три зенитные пушки, пять пулемётов и двадцать человек живой силы противника.
На следующий день, 7 апреля 1945 года, орудийный расчёт старшего сержанта Г. И. Барыкова одним из первых в полку переправился через канал Ланд-Грабен (ныне — канал Мостовой). А чуть позже, заменив в бою с группой контратакующих танков противника выбывших по ранению наводчика и заряжающего, в одиночку меткими выстрелами уничтожил два тяжёлых танка и четыре орудия. После того, как боекомплект был израсходован до последнего снаряда, пошёл в атаку вместе с пехотинцами. Часть фашистов была перебита, другие отступили и некоторые остановились в нерешительности. К ним-то и бросился Барыков с автоматом и противотанковой гранатой. Дерзость сержанта ошеломила немцев, и на его приказание «Хенде хох!» девятнадцать фашистов подняли руки. Пленных Барыков доставил на командный пункт. За этот подвиг Геннадию Ивановичу было присвоено звание Героя Советского Союза.
Указом Президиума Верховного Совета СССР от 29 июня 1945 года за образцовое выполнение заданий командования и проявленные мужество и геройство в боях с немецкими захватчиками старшему сержанту Барыкову Геннадию Ивановичу присвоено звание Героя Советского Союза с вручением ордена Ленина и медали «Золотая Звезда» (№ 8856).
После разгрома гитлеровской Германии в составе своей стрелковой дивизии принимал участие в войне с Японией на Дальнем Востоке. С октября 1945 года, после переформирования дивизии в дивизию конвойных войск НКВД, стал военнослужащим конвойных войск. Охранял расположенные в Забайкалье лагеря с японскими военнопленными. Демобилизовался в 1947 году в звании лейтенанта.
В 1951 году окончил механико-математический факультет Московского государственного университета. Защитил диссертацию на звание кандидата физико-математических наук (1954). Преподавал в МАТИ (1965—1974), доцент (с 1966) и на кафедре высшей математики Всесоюзного заочного политехнического института (Москва), в Военном институте связи (город Мытищи Московской области), доцент (1966).
Скончался 29 июля 1988 года.

## Награды
- Орден Красной Звезды (17.10.1943)
- Орден Красного Знамени (18.07.1944)
- Орден Славы II  (1945) и  III степени (18.01.1945)
- Орден Отечественной войны II  (23.03.1945) и I степени (11.03.1985)
- Герой Советского Союза (медаль «Золотая Звезда» № 8856 и орден Ленина; 29.06.1945)
- Медали, в том числе:
  - две «За отвагу»
  - «За победу над Германией в Великой Отечественной войне 1941—1945 гг.»
  - «За победу над Японией»
  - «За взятие Кёнигсберга»
  - «Ветеран труда».

## Память
- Похоронен в Москве на Кунцевском кладбище (участок 9-2).
- Его имя носила одна из школ города Калининграда.
- На Мемориале «Воинам-ульяновцам, погибшим в годы Великой Отечественной войны 1941—1945 гг.» (пл. 30-летия Победы, Ульяновск), установлена мемориальная плита с его именем;